# Chinchillidae
Famille
Les Chinchillidae forment une famille de rongeurs d'Amérique du Sud dont les représentants actuels sont répartis dans trois genres : les chinchillas (genre Chinchilla) et les viscaches (genres Lagidium et Lagostomus).

## Historique
Cette famille a été décrite pour la première fois en 1833 par le médecin et zoologiste britannique Edward Turner Bennett (1797-1836).
Selon les auteurs, elle admet une super-famille, celle des Chinchilloidea Bennett 1833 d'après Woods (1982) et McKenna & Bell (1997) qui incluent le Pacarana (Dinomys branickii) dans cette super-famille et subdivisent la famille des Chinchillidae en deux sous-familles : Chinchillinae Pocock 1922 et Lagostominae Pocock 1922.

## Sous-taxons

### Liste des sous-familles
Elle comprend les sous-familles suivantes[réf. nécessaire] :
- †Eoviscaccia incertae sedis
- Sous-famille Chinchillinae
  - Chinchilla - les chinchillas
  - Lagidium Meyen, 1833 -  viscaches des montagnes
- Sous-famille Lagostominae
  - Lagostomus - Brookes, 1828 - viscaches des plaines
  - †Pliolagostomus
  - †Prolagostomus

### Liste des genres
Cette famille comprend les genres actuels suivants :
Selon Mammal Species of the World (version 3, 2005)  (4 novembre 2014), ITIS (17 févr. 2013), Catalogue of Life (17 févr. 2013) et NCBI (17 févr. 2013) :
- genre Chinchilla Bennett, 1829
- genre Lagidium Meyen, 1833
- genre Lagostomus Brookes, 1828

Genres actuels
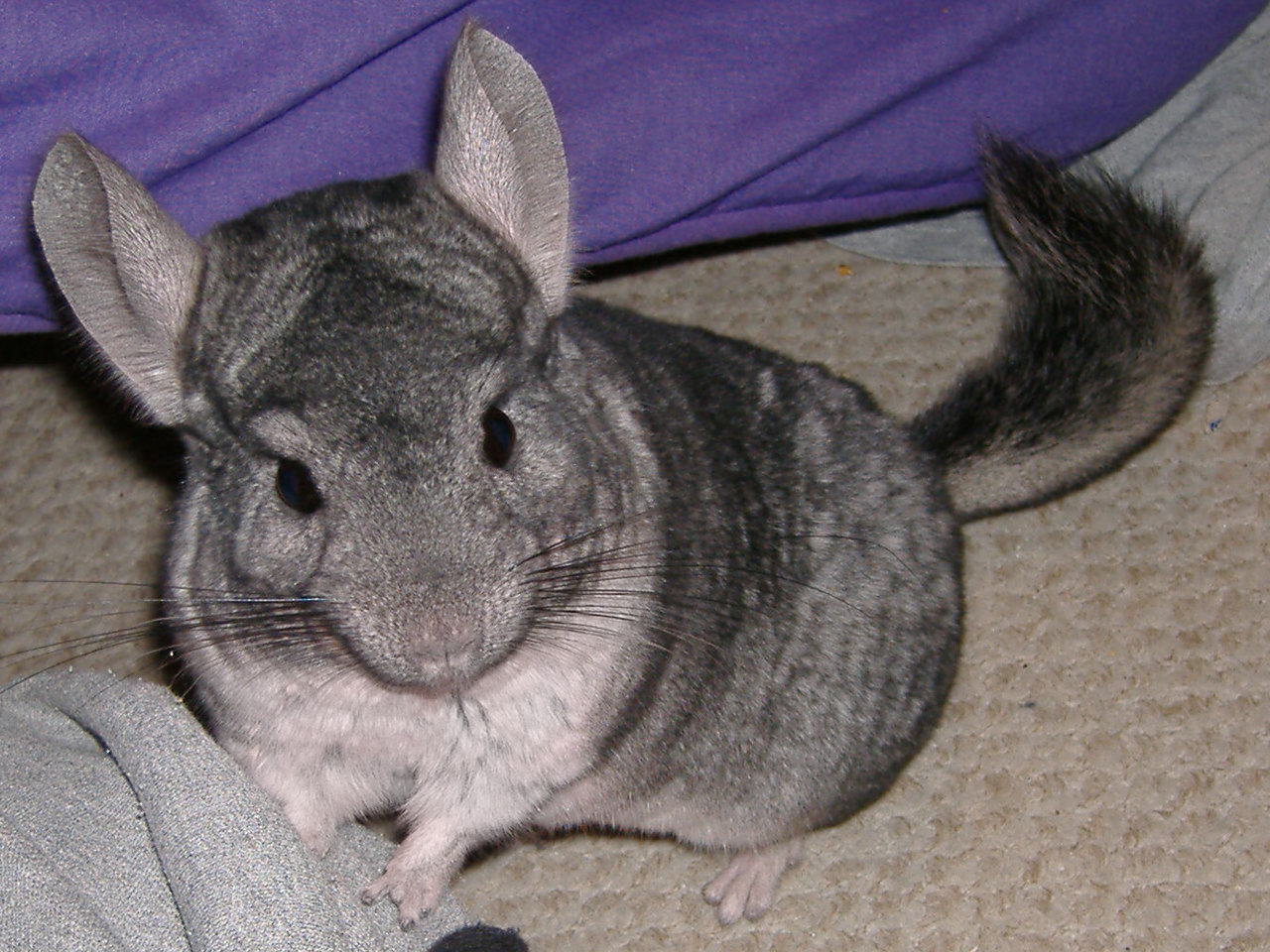
Chinchilla sp.
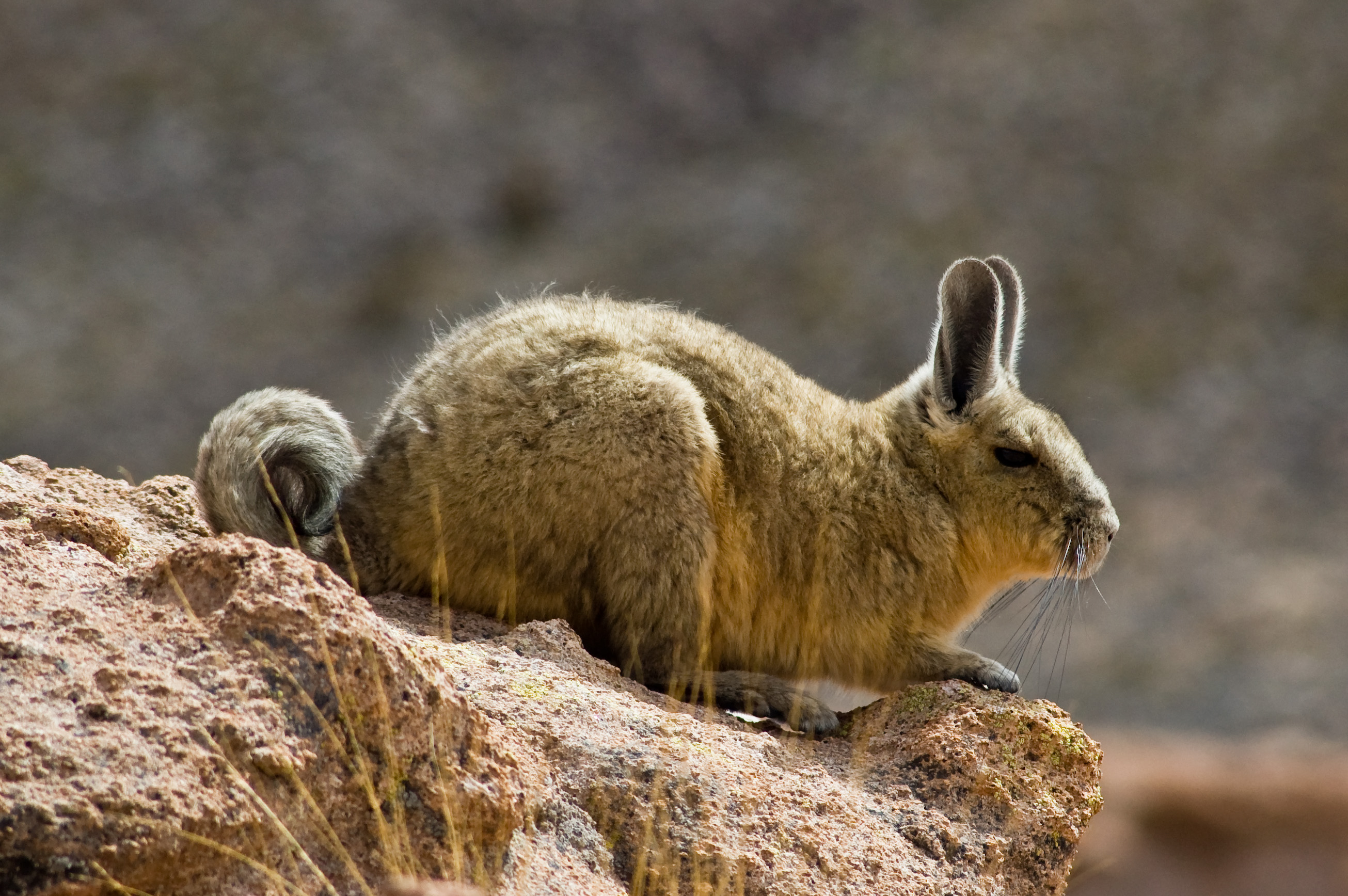
Lagidium sp.
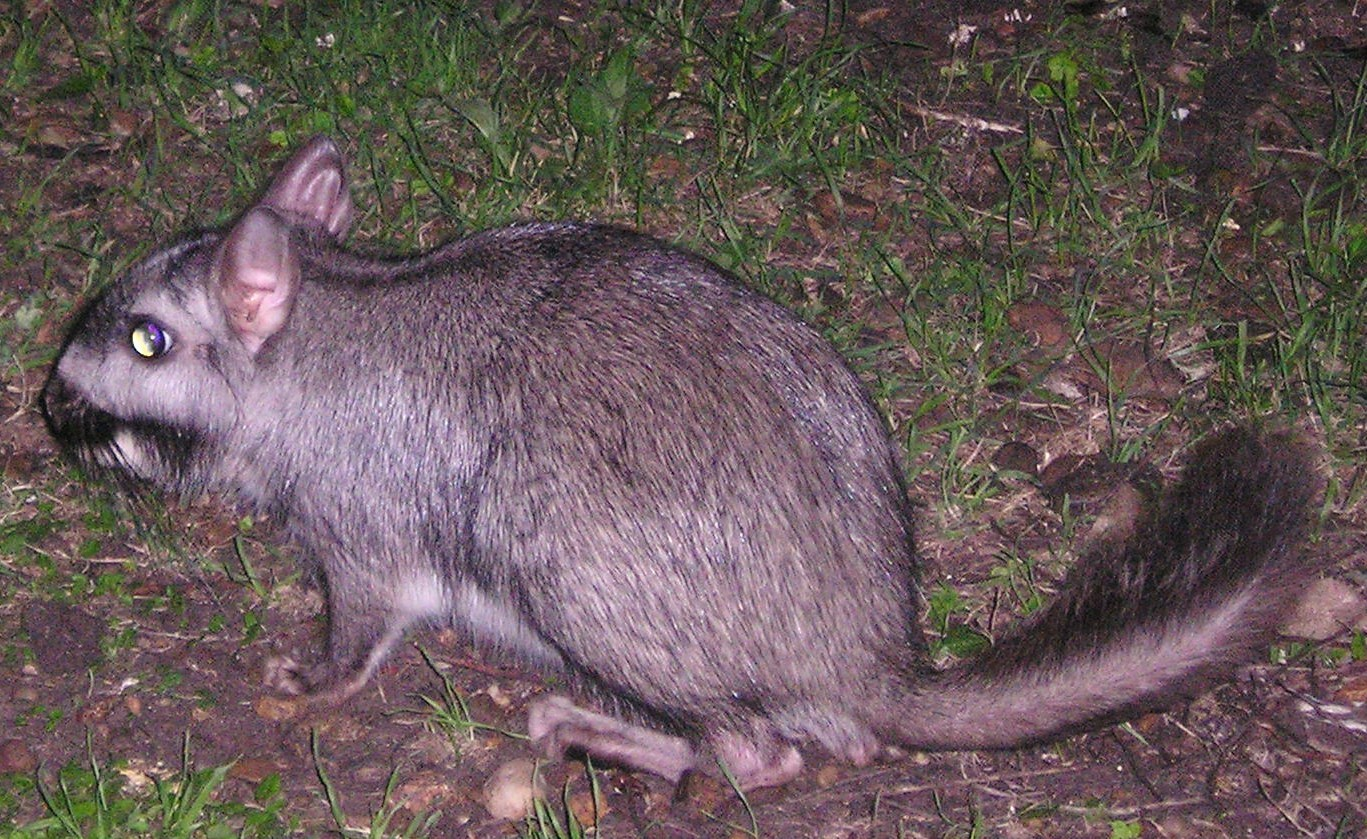
Lagostomus sp.

Selon Paleobiology Database (17 févr. 2013) :
- genre Chinchilla
- † genre Eoviscaccia
- genre Lagidium
- † genre Lagostomopsis
- genre Lagostomus
- † genre Prolagostomus
- † genre Scotamys
- † genre Sphodromys

### Liste des espèces
Cette famille comprend les espèces suivantes :
Selon Mammal Species of the World (version 3, 2005)  (4 novembre 2014), UICN (17 févr. 2013) et NCBI (17 févr. 2013) :
- genre Chinchilla
  - Chinchilla chinchilla (Lichtenstein, 1829) (préféré par MSW et UICN), syn. Chinchilla brevicaudata Waterhouse, 1848 (préféré par NCBI)
  - Chinchilla lanigera (Molina, 1782)
- genre Lagidium
  - Lagidium peruanum Meyen, 1833
  - Lagidium viscacia (Molina, 1782)
  - Lagidium wolffsohni (Thomas, 1907)
- genre Lagostomus
  - † Lagostomus crassus Thomas, 1910
  - Lagostomus maximus (Desmarest, 1817)

## Synonymes
Cette famille admet plusieurs synonymes :
Selon Mammal Species of the World (version 3, 2005)  (17 févr. 2013) :
- Eriomyidae Burmeister, 1854
- Lagostomidae Bonaparte, 1838
- Viacacidae Ameghino, 1904
- Viscacciidae Roverto, 1914